# Wilfried Kanga
Aka Wilfried Julien Kanga (* 21. února 1998) je profesionální fotbalista z Pobřeží slonoviny, který hraje na pozici křídelníka nebo útočníka za chorvatský klub GNK Dinamo Záhřeb. Narodil se ve Francii, ale hraje za národní tým Pobřeží slonoviny.

## Klubová kariéra
Kanga je mládežnický produkt Paris Saint-Germain a po podpisu své první profesionální smlouvy odešel na hostování do US Créteil-Lusitanos. Po úspěšné sezóně v Championnat National přestoupil Kanga do Angers v Ligue 1. Svůj profesionální debut za Angers si odbyl v ligovém zápase s Lille 27. srpna 2017, který skončil remízou 1:1.
Dne 30. července 2022 podepsal Kanga čtyřletou smlouvu s Herthou BSC v Německu.
Dne 7. srpna 2023 Kanga odešel na roční hostování do Standardu Lutych v Belgii.
Dne 30. července 2024 odešel Kanga na hostování do Cardiff City.

## Reprezentační kariéra
Kanga se narodil ve Francii, má původ v Pobřeží slonoviny a v březnu 2016 reprezentoval národní tým Pobřeží slonoviny do 20 let v přátelském zápase, kde zvítězili 3:2 nad Katarem U20.
Kanga reprezentoval Francii U20 na Turnaji v Toulonu 2018. Při svém debutu 28. května 2018 vstřelil gól proti Jižní Koreji U20.
Kanga se v září 2022 vrátil k seniorskému národnímu týmu Pobřeží slonoviny a 25. září 2022 za něj debutoval v přátelském zápase, ve kterém jeho tým zvítězil 2:1 nad národním týmem Toga.

## Statistiky

### Klubové
Platí k zápasu hranému 27. dubna 2025.
| Klub                        | Sezóna            | Liga                         | Liga   | Liga | Národní pohár | Národní pohár | Ligový pohár | Ligový pohár | Kontinentální | Kontinentální | Ostatní | Ostatní | Celkově | Celkově |
| Klub                        | Sezóna            | Soutěž                       | Zápasy | Góly | Zápasy        | Góly          | Zápasy       | Góly         | Zápasy        | Góly          | Zápasy  | Góly    | Zápasy  | Góly    |
| --------------------------- | ----------------- | ---------------------------- | ------ | ---- | ------------- | ------------- | ------------ | ------------ | ------------- | ------------- | ------- | ------- | ------- | ------- |
| Créteil (hostování)         | 2016/17           | Championnat National         | 24     | 5    | —             | —             | —            | —            | —             | —             | —       | —       | 24      | 5       |
| Angers                      | 2017/18           | Ligue 1                      | 9      | 0    | —             | —             | —            | —            | —             | —             | —       | —       | 9       | 0       |
| Angers                      | 2018/19           | Ligue 1                      | 18     | 2    | 1             | 0             | 1            | 0            | —             | —             | —       | —       | 20      | 2       |
| Angers                      | 2019/20           | Ligue 1                      | 4      | 0    | 0             | 0             | 1            | 1            | —             | —             | —       | —       | 5       | 1       |
| Angers                      | 2020/21           | Ligue 1                      | 2      | 0    | —             | —             | —            | —            | —             | —             | —       | —       | 2       | 0       |
| Angers                      | Celkově           | Celkově                      | 33     | 2    | 1             | 0             | 2            | 1            | —             | —             | —       | —       | 36      | 3       |
| Kayserispor                 | 2020/21           | Süper Lig                    | 14     | 2    | 1             | 1             | —            | —            | —             | —             | —       | —       | 15      | 3       |
| Young Boys                  | 2021/22           | Švýcarská Super League       | 31     | 12   | 3             | 4             | —            | —            | 8             | 0             | —       | —       | 42      | 16      |
| Young Boys                  | 2022/23           | Švýcarská Super League       | 2      | 3    | 0             | 0             | —            | —            | 1             | 0             | —       | —       | 3       | 3       |
| Young Boys                  | Celkově           | Celkově                      | 33     | 15   | 3             | 4             | —            | —            | 9             | 0             | —       | —       | 45      | 19      |
| Hertha BSC                  | 2022/23           | Bundesliga                   | 23     | 2    | 0             | 0             | —            | —            | —             | —             | —       | —       | 23      | 2       |
| Standard Lutych (hostování) | 2023/24           | Jupiler Pro League           | 31     | 12   | 1             | 0             | —            | —            | —             | —             | —       | —       | 32      | 12      |
| Cardiff City (hostování)    | 2024/25           | EFL Championship             | 15     | 0    | 0             | 0             | 1            | 0            | —             | —             | 0       | 0       | 16      | 0       |
| Dinamo Záhřeb               | 2024/25           | Prva hrvatska nogometna liga | 14     | 3    | 1             | 0             | —            | —            | 0             | 0             | —       | —       | 15      | 3       |
| Celkově v kariéře           | Celkově v kariéře | Celkově v kariéře            | 187    | 41   | 7             | 5             | 3            | 1            | 9             | 0             | 0       | 0       | 206     | 47      |

### Reprezentační
Platí k zápasu hranému 27. září 2022.
| Národní tým       | Rok     | Zápasy | Góly |
| ----------------- | ------- | ------ | ---- |
| Pobřeží slonoviny | 2022    | 2      | 0    |
| Celkově           | Celkově | 2      | 0    |